# Chewing gum show
Chewing gum show è stato un programma televisivo italiano condotto da Maurizio Micheli, Cochi Ponzoni, Patrizia Pellegrino, Gianni Cajafa e Licinia Lentini, trasmesso da Rai Due nel 1983, per sei puntate a partire dal 15 maggio alle 20:30.

## La trasmissione
Si trattava di un varietà incentrato sulle gag comiche e sketch interpretati dal cast del programma, con ospiti in studio e balletti interpretati da Patrizia Pellegrino.